# さくらスターライト劇場
『さくらスターライト劇場』（さくらスターライトげきじょう）は、1963年12月1日から1964年6月29日までフジテレビ系列局が編成していたテレビドラマ放送枠である。「さくらフィルム」を製造・販売していた小西六写真工業（後のコニカ、現・コニカミノルタ）の一社提供。
当時の若い女性の愛と生活の記録をコンセプトにした作品群を放送していた。

## 編成時間
いずれも日本標準時。
- 日曜 21:45 - 22:30 （1963年12月1日 - 1964年5月10日）
- 月曜 20:00 - 20:56 （1964年5月18日 - 1964年6月29日）

## 放送作品一覧
| タイトル       | 製作局     | 放送期間                     | 原作               | 主演       |
| -------------- | ---------- | ---------------------------- | ------------------ | ---------- |
| あいつと私     | フジテレビ | 1963年12月1日 - 1964年1月5日 | 石坂洋次郎         | 三上真一郎 |
| 哀愁によろしく | フジテレビ | 1964年1月12日 - 1964年3月1日 | 笹沢左保           | 鳳八千代   |
| あしたの虹     | 関西テレビ | 1964年3月8日 - 1964年6月29日 | 石坂洋次郎（監修） | 北原三枝   |